# Andreas Bär

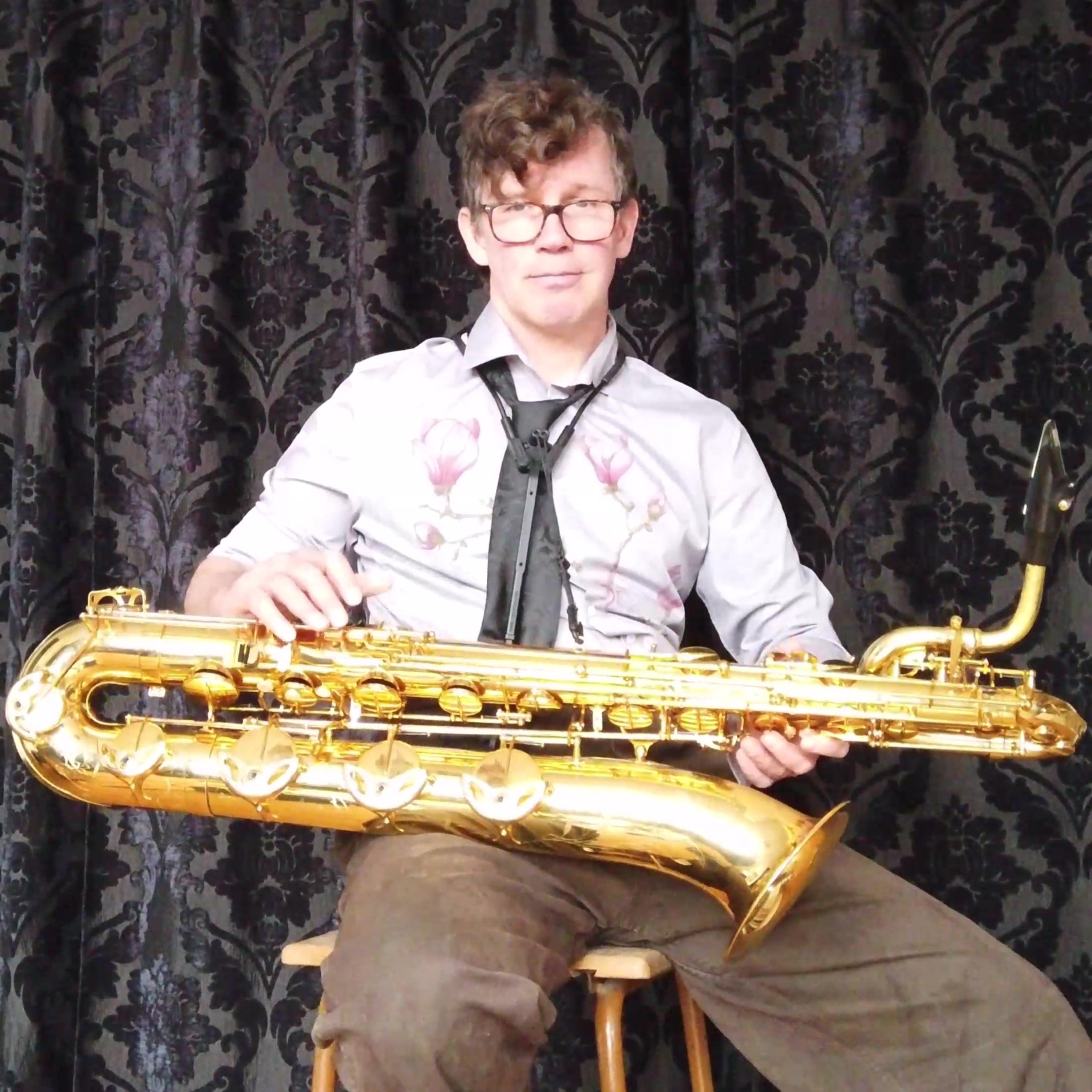
Andreas Bär 2022

Andreas Bär (* 29. April 1965 in Wuppertal) ist ein deutscher Saxophonist und Komponist zwischen zeitgenössischer Kammermusik, Kurzoper, Jazz und freier Musik.

## Wirken
Bär ist ein Sopran-, Alt-, Tenor und Baritonsaxophonist. Bär schuf gema- und verlagsfreie Kammermusik, Kurzopern, Werke für Orchester und Jazz Band.
In der ersten Hälfte der 90er Jahre tourte Bär mit Acid Jazz Bands durch Europa und war an mehreren CD-Produktionen beteiligt. Er spielte ebenso mit Musikern wie Peter Kowald oder Joseph Bowie und gründete gemeinsam mit Peter Kowald die erste Jazzsession "Music is an Open Sky" in Wuppertal. Während dieser Zeit schrieb er seine Kammermusik für Septett, Oktett und Nonett. Mit dem Andreas Bär Ensemble führte er diese Kompositionen von 1996 bis 2003 auf. Er gewann Preise und erhielt lobende Erwähnungen. 2002 und 2003 war er an der Tanzproduktion Schienen von Bernd Uwe Marszan beteiligt. Ebenfalls 2003 begann er seine Zusammenarbeit mit dem Pianisten Bernd Köppen. Im Duo mit Köppen entstanden 2006 eine Studio CD (Wide Rooms) und 2008 eine Live CD (Moviementals). Im Quartett mit Bernd Köppen, Kent Carter und Bill Elgart entstand 2010 die Live CD 61:40. Köppen und Bär gaben unter anderem vielbeachtete Konzerte in Moskau und Chelyabinsk und im Jazzinstitut in Darmstadt.
Ab 2009 beschäftigte sich Bär kompositorisch mit Musik für Solo Saxophon, Kammermusik für Holzbläser und Gesang und gründete sein Label A:B:M (LC 37430). 2010 veröffentlichte er seine erste Einspielung für Solo Saxophon auf der CD Seul. 2012 entstand das Hörspiel "Abendlied Erinnerungen an das 22. Jahrhundert", mit Bernd Kuschmann. Dafür komponierte Bär die Kargen Lieder mit dem Sänger Thomas Busch (Professore Conservatorio Mantova) und die 5 Stücke mit Thomas Busch Gesang, Andreas Heimann Oboe, Gerald Hacke Klarinette, Johann Rindsberger Horn und Nicola Hammer Fagott (Musiker des Symphonieorchesters Wuppertal). Das Antares Bläser-Quintett führte seine Komposition "Sieben unregelmäßige Stücke" 2015 in der Stadthalle Wuppertal auf. 2017 leitete er einen Meisterkurs für die Saxophonisten am Conservatorium Mantua. Er schuf und realisierte gemeinsam mit der Architektin Kay Fescharek (Bühnenbild und Inszenierung) und dem Maler Peter Schmersal (Malerei) mehrere Kurzopern (Komposition und Libretto, Andreas Bär, UA 2019 in Berlin, Delphi Theater). Er schrieb Terzette und Duette, die er unter anderem mit Detlef Bensmann (Dozent für Saxofon HfM Hanns Eisler) und Michael Niesemann (Professor für Oboe, Folkwang Universität für Künste) aufführte. Ebenso komponierte er Werke für Orchester und seit 2023 zunehmend Werke für Jazz Band.
Seit 2016 veröffentlicht er seine Musik nur noch in Form von Konzerten, Streams und Videos im Internet. Er vertreibt seine Noten ausschließlich im Eigenverlag über seine Homepage.

## Werke

### Musik
- Sechs Ensemblestücke für Septett, Oktett und Nonett
- Quartett Nr 1
- Flurries und Arabesken für Holzbläser
- Fünf Stücke für Gesang und Holzbläser Quartett
- Sechs Stücke für Gesang und Holzbläser
- Drei Sätze für Holzbläser
- Ein Stück für Orchester
- Sechs Sätze für einen Holzbläser
- Quartett Nr 2
- Zwei Lieder für Gesang und Holzbläser
- Sept Morceaux für Bläser Quintett
- Quartett Nr 3
- Quartett Nr 4
- Quartett Nr 5
- Quartett Nr 6
- Terzett Nr 1
- Terzett Nr 2
- Terzett Nr 3
- Terzett Nr 4
- Gli Sparafucili (Kurzoper)
- Hinfort mit dem Schleier (Kurzoper)
- Irgendwas mit Beethoven (Kurzoper)
- WHT Stück für Orchester
- Stroboskop mit Langzeitintervall (Kurzoper)
- Duett für Holzbläser
- 10 Stücke für Jazzband

### Hörspiel
- Abendlied, Erinnerungen aus dem 22. Jahrhundert
- Neidische Wand
- Puttengewitter

### Bearbeitungen
- Mozart Divertimento in Eb KV 563 für Saxophon Terzett.
- Mozart Sonatine in Bb KV 292 für Saxophon Duett
- Chopin Op 28 Prelude nr 4 für Saxophon Quartett.
- Beethoven Op 87 für Saxophon Terzett.
- Beethoven Op 132 für Saxophon Quartett.
- Mahler, ich bin der Welt abhanden gekommen, für Gesang und Sopransaxophon
- Nun will die Sonn so hell aufgehen, für Gesang und Saxophon Quartett
- Caccini, Amarilli für Gesang und Saxophon Quartett.

## Auszeichnungen
- Next Generation in Jazz (1995 Jazz thing)
- Internationaler Preis für Kammermusik (1996 Düsseldorf)
- Lobende Erwähnung Julius Hemphill Composition Award (1996 Boston USA)
- Diploma Philharmonie Chelyabinsk (2008 Russland)

## Diskographische Hinweise

### Alben
- C Funk 1994 (Jaro Medien)
- Aspects 1995 (Jaro Medien)
- Wide Rooms 2005 (Senti Records)
- Moviementals 2006 (Senti Records)
- 61:40 2008 (Senti Records)
- Seul 2009 (A:B:M)
- 12 Stücke 2014 (A:B:M)
- Melodie und Melos 2015 (A:B:M)

### Singles (A:B:M 2024)
- Schnee
- Blumen
- Noc
- Air, J.S. Bach
- Adagio KV 563, W.A. Mozart
- Prelude nr 4 op 28, F. Chopin
- Close to You, B. Bacharach
- Girl from Ipanema, C.A. Jobim
- 6. Satz Melodie und Melos
- GoSpell

### Hörspiel
- (A:B:M 2013) Abendlied, Erinnerungen aus dem 22. Jahrhundert